# هیئت عالی مولدسازی دارایی‌های دولت
هیئت عالی مولدسازی دارایی‌های دولت، هیئت عالی در جمهوری اسلامی ایران است که دربارهٔ فروش اموال غیرمنقول دولت ایران و نهادهای وابسته به دولت همانند بانک‌ها تصمیم‌گیری می‌کند. دبیرخانه و مجری مصوبات این هیئت، وزارت امور اقتصادی و دارایی است که اختیار آن اکنون به سازمان خصوصی‌سازی تفویض شده است.
بنابر این طرح هیئتی هفت نفره که از مصونیت قضایی برخوردار است، بدون تشریفات قانونی که مجلس ایران برای خصوصی‌سازی وضع کرده بود، اموال غیرمنقول دولت ایران را می‌فروشد. بر اساس مصوبهٔ هیئت عالی مولدسازی دارایی‌های دولت، ظرف یک سال باید تمامی اموال غیرمنقول دولت را شناسایی کند. تشخیص و تصویب مازاد بودن این اموال غیرمنقول به پیشنهاد وزارت امور اقتصادی و دارایی انجام می‌شود. علاوه‌بر اموال غیرمنقول مازاد دولت شناسایی و تعیین تکلیف طرح‌ها و پروژه‌های عمرانی نیمه‌تمام دولتی نیز از دیگر وظایف این هیئت عالی است. عجیب‌ترین بخش مصوبهٔ سران سه قوه که به تأیید رهبر جمهوری اسلامی هم رسیده، مصونیت قضایی اعضای هیئت عالی و مجریان منصوب این هیئت و عوامل اجرایی تصمیمات آن‌ها از پیگرد و تعقیب قانونی است.
دولت سید ابراهیم رئیسی قرار است ۱۰۸ هزار میلیارد تومان از اموال دولتی را برای رفع بخشی از کسری بودجه ۱۴۰۲ بفروشد. تمامی دستگاه‌های متولی اموال مکلف به اجرای مصوبات این هیئت هستند و برای کسانی که از اجرای دستورات این هیئت سر باز بزنند، مجازات تعیین می‌شود.

## مولدسازی
مولدسازی مجموعه واگذاری‌ها و خصوصی‌سازی‌هایی است که حکومت ایران پیش گرفته بود تا مؤسسات یا اموال کم‌بازده و بی‌بهره دوباره مورد استفاده قرار گیرند؛ امّا در دهه‌های گذشته بسیاری از کارخانه‌ها و مؤسسات دولتی پس از خصوصی‌سازی یا ورشکسته شدند یا بر اثر بحران‌های مالی و اعتراضات کارگری مدیریت آن‌ها دوباره به بخش دولتی واگذار شد. این بار نیز شیوه‌ای که در فرایند تصویب مصوبه مولدسازی دارایی‌های دولت و روش اجرای آن در پیش گرفته شده، یادآور تجربهٔ خصوصی‌سازی در ابتدای دهه ۷۰ و استفاده از روش‌های غیرشفاف «مذاکره» و حتی «مزایده» برای واگذاری شرکت‌های دولتی است که در نهایت، به خصولتی‌سازی یا اختصاصی‌سازی به نفع سازمان‌ها، بنیادها و نهادهای نظامی و امنیتی یا وابستگان به افراد ذی‌نفوذ و نزدیکان به مقام‌های سیاسی منتهی شد. همچنین موضوع نظارت و توازن یا تعادل قوا که مبتنی بر اصل تفکیک و استقلال قوا از یکدیگر است، در این فرایند تماماً به کناری گذاشته شده و شیوهٔ دورهمی تصمیم‌گیری در جلسهٔ سران سه قوه جایگزین آن شده است که با امضای علی خامنه‌ای رهبر ایران پای مصوبه‌اش راه را بر هرگونه انتقاد اعتراضی مسدود می‌کند.

## تشکیل
تشکیل هیئتی برای فروش اموال مازاد دولتی در ایران از سوی سید علی خامنه‌ای، رهبر جمهوری اسلامی ایران، در سال ۱۳۹۹ به شورای عالی هماهنگی اقتصادی سران قوا پیشنهاد شد و مصوبهٔ آن‌ها در آبان ۱۴۰۱ به تأیید خامنه‌ای رسید. این مصوبه، در سال ۱۳۹۹ در دولت دوازدهم در قالب کارگروه تصویب شد، امّا در آبان‌ماه ۱۴۰۱، کارگروه در دولت سیزدهم به هیئت عالی با اختیارات ویژه و نامعمول ارتقای درجه یافت.

## اختیارات
این هیئت هفت‌نفره دارای اختیارات گسترده‌ای برای اجرای مصوبهٔ مولدسازی دارایی‌های دولت از جمله شناسایی کامل اموال غیرمنقول دولت و تعیین تکلیف آن‌ها ظرف مدّت حداکثر یک سال با استفاده از روش‌های مختلف از جمله واگذاری و فروش اموال مازاد و مولدسازی با مشارکت بخش خصوصی است. این هیئت مأموریت دارد با فروش املاک و اموال دولت، ردیف ۱۰۸ هزار میلیارد تومان منابع بودجه سال ۱۴۰۲ ایران را تأمین کند.

## اعضا
اعضای این هیئت را معاون اول رئیس‌جمهور، وزیر امور اقتصادی و دارایی، وزیر کشور، وزیر راه و شهرسازی، رئیس سازمان بودجه و برنامه، یک نماینده از طرف رئیس مجلس و یک نماینده از طرف رئیس قوه قضائیه تشکیل می‌دهند و نسبت به تصمیمات خود در فروش اموال مازاد دولت ایران از هر گونه تعقیب و پیگرد قضایی مصون هستند. علاوه بر اعضای این هیئت، مجریان تصمیمات این هیئت هم مانند مدیران و کارکنان وزارت اقتصاد و سازمان خصوصی در چارچوب مصوباتی که هیئت تعیین کرده است، از همین مصونیت برخوردارند.

### اعضای کنونی
هفت عضو کنونی این هیئت عالی عبارت‌اند از: محمدرضا عارف، معاون اوّل رئیس‌جمهور، علی مدنی‌زاده، وزیر امور اقتصادی و دارایی، اسکندر مؤمنی، وزیر کشور، فرزانه صادق مالواجرد، وزیر راه و شهرسازی، سید حمید پورمحمدی، رئیس سازمان برنامه و بودجه، یک نماینده از طرف رئیس مجلس و یک نماینده از طرف رئیس قوه قضائیه.

## جلسات
سومین جلسه این هیئت چهارشنبه ۵ بهمن ۱۴۰۱ به ریاست محمد مخبر برگزار شد و با تصویب این هیئت، ۹۹۰ ملک و دارایی راکد دولت، در مسیر مولدسازی قرار گرفت.

## انتقادها
این مصوبه با وجود امضای سران سه قوه و تأیید خامنه‌ای، نه تنها انتقاد مخالفان و منتقدان، که حتی نمایندگان مجلس و هواداران حکومت را هم به دنبال داشت. منتقدان مصوبه با تعبیرهایی همچون «کاپیتولاسیون داخلی»، «ناقوس مرگ مجلس» یا «اعلام ورشکستگی مالی عمومی» آن را به چالش کشیدند.
حسن سبحانی، اقتصاددان در واکنش به مصوبه «مولدسازی دارایی‌های دولت» نوشت: «تصمیم اخیر مولدسازی دارایی‌های دولت که برای فروش آن‌هاست، در صدر تصمیمات اقتصادی دولتی قرار دارد که از آن وحشت دارم.» علی مطهری نوشت: «مصوبه مولدسازی اموال دولت، گذشته از اینکه نقض قانون اساسی و برخی قوانین عادی است، از سوی «شورای عالی هماهنگی اقتصادی سران قوا» صادر شده که خود این شورا غیرقانونی و خلاف قانون اساسی است.» احمد توکلی، عضو مجمع تشخیص مصلحت نظام در نامه‌ای به سران قوا از «محرمانه» ماندن روند تصمیم‌گیری انتقاد کرد.
رضا پهلوی در توییتی نوشت: «اختصاصی‌سازی اموال عمومی زیر نام مولدسازی و خصوصی‌سازی، و بذل و بخشش ثروت‌های ملّی به وابستگان و نهادهای خصولتی، حاصل عطش سیری‌ناپذیر خامنه‌ای برای تاراج ایران است.» قاسم شعله‌سعدی، فعال سیاسی و نماینده پیشین مجلس گفت: «در قانون اساسی ما نهادی به نام سران سه قوه نداریم و مولدسازی اموال دولتی نیز به موجب قانون مدنی، قانون جزایی و قانون اساسی باطل است.» محمدحسن آصفری، نماینده اراک، مصونیت قضایی هیئت هفت‌نفره برای فروش اموال دولت را «کاپیتولاسیون از نوع ایرانی» خواند. حسین دهباشی نوشت: «ایضاً الآن به آن می‌گویند مولدسازی، قبلاً صدایش می‌کردند تقسیم غنایم» علیرضا سلیمی عضو هیئت رئیسه مجلس گفت: «اگر چنین اختیارات فراقانونی همراه با مصونیت قضایی صحت داشته باشد، قابل پذیرش نخواهد بود؛ چرا که با اصل شفافیت مغایرت دارد.
بسیج دانشگاه امیر کبیر و دانشگاه علامه طباطبایی در بیانیه مشترکی خواستار لغو مصوبه مولد سازی شدند. حزب اسلامی کار نیز در بیانیه‌ای مخالفت خود را با این مصوبه اعلام کرد.